# Тур Арморики
Тур Арморики (фр. Tour d'Armorique) — шоссейная многодневная велогонка, с 1976 по 1994 год проводившаяся по дорогам французского региона Бретань, также известного как Арморика. 
До 1980 года являлась соревнованием любительского уровня. В 1994 году гонка была зарыта, но в 1996 году организаторы запустили новую велогонку в однодневном формате — Рут Адели де Витре.

## Призёры
| Год  | Победитель            | Второй                | Третий            |
| ---- | --------------------- | --------------------- | ----------------- |
| 1980 | Патрик Фрио           | Ив Эзар               | André Chalmel     |
| 1981 | Бернар Вайе           | Юбер Матис            | Мишель Ларпе      |
| 1982 | Бернар Ино            | André Chappuis        | Режи Клери        |
| 1983 | Jean-François Chaurin | Винсент Барто         | Кристиан Сезнек   |
| 1984 | Паскаль Кампьон       | Кристиан Левавассёр   | Жан-Клод Багот    |
| 1985 | Бруно Войтинек        | Пьер Ле Бига          | Ронан Пенсек      |
| 1986 | Йёрг Мюллер           | Philippe Leleu        | Бруно Корнилет    |
| 1987 | Тьерри Мари           | Домоник Жень          | Жоэль Пельтье     |
| 1988 | Сёрен Лильхольт       | Жильбер Дюкло-Лассаль | Тьерри Мари       |
| 1989 | Лоран Жалабер         | Жан-Клод Колотти      | Stefan Van Leeuwe |
| 1990 | Роберто Торрес        | Франк Пино            | Эрик Кариту       |
| 1991 | Жером Симон           | Дмитрий Васильченко   | Жан-Сирил Робин   |
| 1992 | Петер Де Клерк        | Грег Лемонд           | Франк Пино        |
| 1993 | Жан-Сирил Робин       | Хендрик Редант        | Цезарий Замана    |
| 1994 | Эммануэль Маньен      | Петер Де Клерк        | Кристоф Капель    |